# Majda Mehmedović
Majda Mehmedović (født d. 25. maj 1990 i Bar, Montenegro) er en kvindelig montenegrinsk håndboldspiller som spiller venstre fløj for Kastamonu Belediyesi GSK og Montenegros kvindehåndboldlandshold. 
Hun var med på Montenegros landshold som vandt sølv ved Sommer-OL 2012 i London og guld ved EM i håndbold 2012 i Serbien. Derudover har hun også vundet EHF Champions League med ŽRK Budućnost i 2011-12 og 2014-15.
Hun skiftede i sommeren 2021 til den tyrkiske topklub Kastamonu Belediyesi GSK.